# Liste der Kulturdenkmäler in Langenstein (Kirchhain)
Die folgende Liste enthält die in der Denkmaltopographie ausgewiesenen Kulturdenkmäler auf dem Gebiet des Ortsteils Langenstein der  Stadt Kirchhain, Landkreis Marburg-Biedenkopf, Hessen.
Hinweis: Die Reihenfolge der Denkmäler in dieser Liste orientiert sich an der Anschrift, alternativ ist sie auch nach der Bezeichnung oder der Bauzeit sortierbar.
Kulturdenkmäler werden fortlaufend im Denkmalverzeichnis des Landes Hessen durch das Landesamt für Denkmalpflege Hessen auf Basis des Hessischen Denkmalschutzgesetzes (HDSchG) geführt. Die Schutzwürdigkeit eines Kulturdenkmals hängt nicht von der Eintragung in das Denkmalverzeichnis des Landes Hessen oder der Veröffentlichung in der Denkmaltopographie ab.

Das Vorhandensein oder Fehlen eines Objekts in dieser Liste ist keine rechtsverbindliche Auskunft darüber, ob es Kulturdenkmal ist oder nicht: Diese Liste entspricht möglicherweise nicht dem aktuellen Stand der offiziellen Denkmaltopographie. Diese ist für Hessen in den entsprechenden Bänden der Denkmaltopographie Bundesrepublik Deutschland und im Internet unter DenkXweb – Kulturdenkmäler in Hessen einsehbar. Auch diese Quellen sind, obwohl sie durch das Landesamt für Denkmalpflege Hessen aktualisiert werden, nicht immer aktuell, da es im Denkmalbestand immer wieder Änderungen gibt.
Eine verbindliche Auskunft erteilt allein das Landesamt für Denkmalpflege Hessen.
Nutze diese Kartenansicht, um Koordinaten in der Liste zu setzen. In dieser Kartenansicht sind Kulturdenkmale ohne Koordinaten mit einem roten bzw. orangen Marker dargestellt und können in der Karte gesetzt werden. Kulturdenkmale ohne Bild sind mit einem blauen bzw. roten Marker gekennzeichnet, Kulturdenkmale mit Bild mit einem grünen bzw. orangen Marker.
| Bild                              | Bezeichnung                       | Lage                                                | Beschreibung | Bauzeit | Objekt-Nr. |
| --------------------------------- | --------------------------------- | --------------------------------------------------- | ------------ | ------- | ---------- |
| weitere Bilder                    | Langer Stein                      | Am langen Stein LageFlur: 10, Flurstück: 149/1      |              |         |            |
| weitere Bilder                    | Evangelische Kirche St. Jakob     | Am langen Stein LageFlur: 10, Flurstück: 142, 143   |              |         |            |
| Eingangsvorbau Wasserhochbehälter | Eingangsvorbau Wasserhochbehälter | Am langen Stein LageFlur: 10, Flurstück: 36/13      |              |         |            |
| Bild gesucht BW                   | Wohnhaus                          | Am langen Stein 3 LageFlur: 9, Flurstück: 33/17     |              |         |            |
| Bild gesucht BW                   | Wohnhaus eines Zweiseithofs       | Am langen Stein 4 LageFlur: 9, Flurstück: 3/3       |              |         |            |
| Bild gesucht BW                   | Zweiseithof                       | Am langen Stein 7 LageFlur: 10, Flurstück: 139/5    |              |         |            |
| Dreiseithof                       | Dreiseithof                       | Am langen Stein 8 LageFlur: 9, Flurstück: 21/2      |              |         |            |
| Bild gesucht BW                   | Wohnhaus                          | Am langen Stein 15 LageFlur: 10, Flurstück: 111/2   |              |         |            |
| Bild gesucht BW                   | Wohnhaus                          | Am langen Stein 18 LageFlur: 10, Flurstück: 88/2    |              |         |            |
| Wohnhaus                          | Wohnhaus                          | Am langen Stein 19 LageFlur: 10, Flurstück: 68/2    |              |         |            |
| Bild gesucht BW                   | Wohnhaus                          | Am langen Stein 20 LageFlur: 10, Flurstück: 86/2    |              |         |            |
| Vierseithof                       | Vierseithof                       | Am langen Stein 23 LageFlur: 10, Flurstück: 73/1    |              |         |            |
| Streckhof                         | Streckhof                         | Am langen Stein 25 LageFlur: 10, Flurstück: 72/1    |              |         |            |
| Hofanlage                         | Hofanlage                         | Am langen Stein 28 LageFlur: 10, Flurstück: 104/2   |              |         |            |
| Wohnhaus                          | Wohnhaus                          | Am langen Stein 35 LageFlur: 11, Flurstück: 36/12   |              |         |            |
| weitere Bilder                    | Prinzhäuser Brunnen               | Am Prinzhäuser Brunnen LageFlur: 9, Flurstück: 80/7 |              |         |            |
| weitere Bilder                    | Backhaus                          | Gierweg LageFlur: 9, Flurstück: 81/14, 81/15        |              |         |            |
| weitere Bilder                    | Wohnhaus                          | Gierweg 1 LageFlur: 9, Flurstück: 38/35             |              |         |            |
| Bild gesucht BW                   | Dreiseithof                       | Hauptstraße 6 LageFlur: 9, Flurstück: 50/4          |              |         |            |
| Wohnhaus                          | Wohnhaus                          | Hauptstraße 8 LageFlur: 8, Flurstück: 1/1           |              |         |            |
| weitere Bilder                    | Wohnhaus                          | Hintergasse 4 LageFlur: 10, Flurstück: 133/1        |              |         |            |
| weitere Bilder                    | Vierseithof                       | Hintergasse 7 LageFlur: 9, Flurstück: 65/3          |              |         |            |
| Vierseithof                       | Vierseithof                       | Hintergasse 9 LageFlur: 9, Flurstück: 67/8          |              |         |            |
| weitere Bilder                    | Zweiseithof                       | Hintergasse 12 LageFlur: 10, Flurstück: 126/1       |              |         |            |
| Ehemalige Schule                  | Ehemalige Schule                  | Hintergasse 16 LageFlur: 10, Flurstück: 121         |              |         |            |
| weitere Bilder                    | Spritzenhaus                      | Hintergasse 18 LageFlur: 10, Flurstück: 117         |              |         |            |
| weitere Bilder                    | Zweiseithof                       | Hintergasse 20 LageFlur: 10, Flurstück: 116         |              |         |            |
| weitere Bilder                    | Tagelöhnerhaus                    | Hintergasse 21 LageFlur: 10, Flurstück: 33          |              |         |            |
| weitere Bilder                    | Dreiseithof                       | Hintergasse 22 LageFlur: 10, Flurstück: 118/1       |              |         |            |
| weitere Bilder                    | Dreiseithof                       | Hintergasse 27 LageFlur: 10, Flurstück: 7/3         |              |         |            |
| weitere Bilder                    | Tagelöhnerhaus                    | Hintergasse 29 LageFlur: 10, Flurstück: 43          |              |         |            |
| weitere Bilder                    | Dreiseithof                       | Hintergasse 31 LageFlur: 10, Flurstück: 160/45      |              |         |            |
| weitere Bilder                    | Dreiseithof                       | Hintergasse 35 LageFlur: 11, Flurstück: 13/2        |              |         |            |
| Bild gesucht BW                   | Vierseithof                       | Lehmkaute 1 LageFlur: 11, Flurstück: 76/22          |              |         |            |